# Szváziföldi lilangeni
A lilangeni Szváziföld hivatalos pénzneme. A lilangeni többesszáma: emalangeni. A bankjegyeken az ország uralkodójának, III. Mswati királynak a képe látható.

## Bankjegyek

### 2010-es sorozat
2010 augusztusában új bankjegysorozatot bocsátottak ki. 100 új emalageni bankjegyet 2010. november 1-jén adták ki.
| Névérték      | Méret       | Szín   | Leírás                                                                           | Leírás                                                  | kibocsátás        |
| Névérték      | Méret       | Szín   | Előlap                                                                           | Hátlap                                                  | kibocsátás        |
| ------------- | ----------- | ------ | -------------------------------------------------------------------------------- | ------------------------------------------------------- | ----------------- |
| 10 emalageni  | 148 x 70 mm | kék    | III. Mswati király, Szváziföld címere, oroszlánnal, pajzzsal, afrikai elefánttal | királyi ceremónia                                       | 2011. június 30.  |
| 20 emalageni  | 151 x 70 mm | lila   | III. Mswati király, Szváziföld címere, oroszlánnal, pajzzsal, afrikai elefánttal | virág, kukorica, szarvasmarha                           | 2011. június 30.  |
| 50 emalageni  | 154 x 70 mm | ibolya | III. Mswati király, Szváziföld címere, oroszlánnal, pajzzsal, afrikai elefánttal | Központi bank épülete                                   | 2011. június 30.  |
| 100 emalageni | 157 x 70 mm | barna  | III. Mswati király, Szváziföld címere, oroszlánnal, pajzzsal, afrikai elefánttal | Afrikai elefánt, orrszarvú, oroszlán, virágok és madár. | 2010. november 1. |
| 200 emalageni | 160 x 70 mm | zöld   | III. Mswati király, Szváziföld címere, oroszlánnal, pajzzsal, afrikai elefánttal | Szalmakunyhók; két kecske; harcos; a bank pecsétje      | 2011              |

### 2018-as sorozat
2018 februárjában bocsátották ki az új 100 és 200 emalageni bankjegyeket.
| Névérték | Méret | Szín | Leírás | Leírás | kibocsátás |
| Névérték | Méret | Szín | Előlap | Hátlap | kibocsátás |
| -------- | ----- | ---- | ------ | ------ | ---------- |